# A Runaway Girl
A Runaway Girl är en musikalisk komedi i två akter skapad 1898 av Seymour Hicks och Harry Nicholls. Musik: Ivan Caryll och Lionel Monckton. Text: Aubrey Hopwood och Harry Greenbank. Musikalen handlar om en engelsk kvinna som går med i en grupp musiker i Italien, vilka visar sig vara tjuvar. 
Den producerades av George Edwardes vid Gaiety Theatre, London, och hade premiär den 21 maj 1898.